# Bundesstraße 400
Pour les articles homonymes, voir B400 et Route 400.
La Bundesstraße 400 est une Bundesstraße du Land de Hesse.

## Géographie
Elle sert de voie de desserte d'autoroute de la B 27 à Sontra à l'A 4 à Herleshausen. Après l'achèvement de l'A 44, cette Bundesstraße pourrait être à nouveau déclassée, car le tracé coïncidera avec celui de l'A 44.

## Histoire
Le numéro 400 est attribué à plusieurs reprises au cours de l'histoire :
Pendant l'occupation de la Belgique au cours de la Seconde Guerre mondiale, la Reichsstraße 400 se trouve dans l'est de la Belgique (zone annexée d'Eupen et Malmedy en 1940). À Butgenbach, elle croise la R 399.
Lors de la construction de l'A 61, le tronçon entre Rheinböllen et la jonction de Bingen am Rhein est appelé B 400 jusqu'à l'achèvement de l'autoroute.
Un tronçon de l'A 4 entre Wommen et Wildeck-Obersuhl, le Thüringer Zipfel, traverse la région de la RDA et n'est donc pas ouvert à la circulation. Le contournement de cette section de la jonction d'Obersuhl par Wölfterode à la jonction de Wommen est désigné comme Bundesstraße 400. Avec l'achèvement de l'A4 entre les jonctions d'Obersuhl et de Wommen en 1993, le B 400 reçoit son itinéraire actuel de Wommen à la B 27.

## Source
- (de) Cet article est partiellement ou en totalité issu de l’article de Wikipédia en allemand intitulé « Bundesstraße 400 » (voir la liste des auteurs).

1. ↑  (de) Ubergang zum,, Klassenfeind (lire en ligne)